# Chris Walker (Squashspieler)
Chris Walker (* 11. Juni 1967 in Chelmsford) ist ein ehemaliger englischer Squashspieler.

## Karriere
Chris Walker begann ab Ende der 1980er-Jahre auf der PSA World Tour zu spielen. In seiner Karriere erreichte er mit Rang vier im November 1996 seine höchste Platzierung in der Weltrangliste und gewann einen Titel. Zu seinen größten Erfolgen zählen der Gewinn der Weltmeisterschaft 1995 und 1997 mit der englischen Nationalmannschaft sowie mehrere Titel bei Europameisterschaften. Mit der Nationalmannschaft spielte er außerdem die Weltmeisterschaften 1991, 1993, 1999 und 2001. Im Einzel wurde er zwischen 1990 und 1993 insgesamt dreimal Europameister. In der Saison 2001 erreichte er das Finale der British Open, welches er gegen David Palmer mit 12:15, 13:15, 15:2, 15:9 und 15:5 verlor.
Auch im Doppel und Mixed war Chris Walker sehr erfolgreich. 1997 wurde er in Hongkong Vizeweltmeister im Mixed an der Seite von Cassie Jackman, im Doppel wurde er mit Mark Cairns Weltmeister. Bei den Commonwealth Games 1998 gewann er gemeinsam mit Mark Cairns die Bronzemedaille im Doppel. 2002 konnten er und Fiona Geaves im Mixed nochmals Bronze gewinnen.
Er ist mit der ehemaligen mexikanischen Squashspielerin Nayelly Hernández verheiratet.

## Erfolge
- Weltmeister mit der Mannschaft: 1995, 1997
- Weltmeister im Doppel: 1997 (mit Mark Cairns)
- Vizeweltmeister im Mixed: 1997 (mit Cassie Jackman)
- Europameister: 3 Titel (1990, 1992, 1993)
- Europameister mit der Mannschaft: 9 Titel (1989–1991, 1993, 1995, 1996, 1998, 1999, 2002)
- Gewonnene PSA-Titel: 1
- Commonwealth Games: 2 × Bronze (Doppel 1998, Mixed 2002)